# 福建佘氏蟹
福建佘氏蟹（学名：Ser fukiensis）为长脚蟹科佘氏蟹属的动物。在中国大陆，分布于福建等地，生活环境为海水，常见于泥滩上。